# ホルヘ・レスレクシオン
コケ（Koke）こと、ホルヘ・レスレクシオン・メロディオ（Jorge Resurrección Merodio, 1992年1月8日 - ）は、スペイン・マドリード州マドリード出身のサッカー選手。アトレティコ・マドリード所属。スペイン代表。ポジションはミッドフィールダー。
2000年から在籍しているアトレティコ・マドリードにおける歴代最多公式戦出場記録を現在も更新中のバンディエラである。

## クラブ経歴

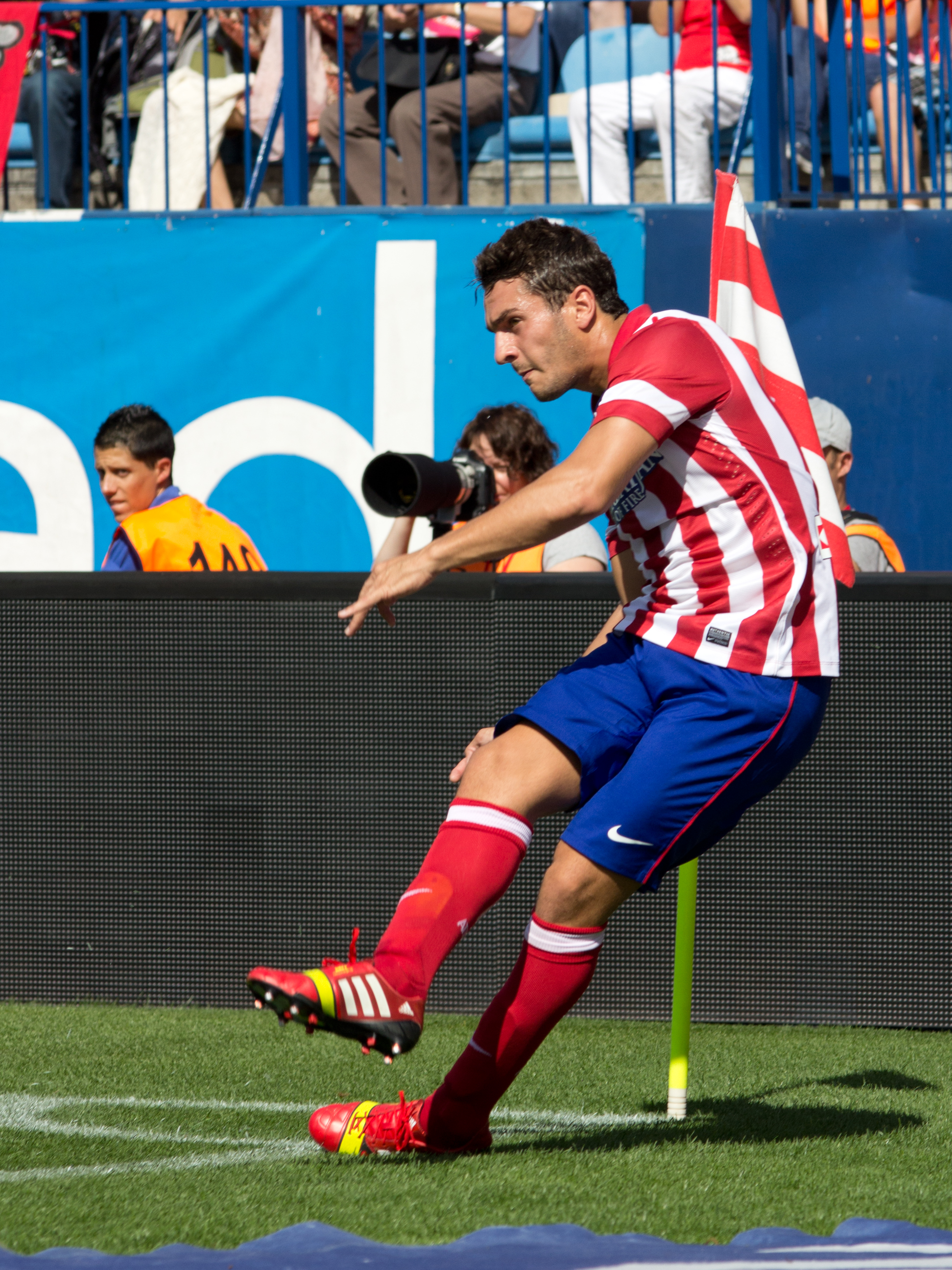
2013年

スペインのマドリードに生まれ、マドリード市内のバジェカス地区で育った。サッカーを始めた理由は兄ボルハがサッカーをしていたからである。コケが9歳の時にアトレティコ・マドリードのトライアルに参加し、そこで合格を受け、晴れてアトレティコ・マドリードのカンテラに加入した。10代後半の選手が所属するユースカテゴリーの一つであるフベニールでは、後にトップチームそしてスペイン代表でも同じピッチに立つことになるダビド・デ・ヘアやコンゴ民主共和国代表のセドリック・マブワティらがいた。2008年7月にBチームへと昇格し、昇格以降3シーズンをBチームのレギュラーとしてプレーした。
2009年9月19日、バルセロナ戦でパウロ・アスンソンに代わって後半途中出場して17歳でデビューした 。シーズン中に3試合に出場した。
翌シーズンからは新監督のキケ・サンチェス・フローレスの影響でファーストチームへの参加が増え、ヘタフェ戦では90分間プレーした。2011年2月26日に行われたセビージャ戦でディエゴ・フォルランのクロスをヘディングでネットに入れ、アトレティコのリーグ戦初ゴールを決めた。2011年8月25日、ヨーロッパリーグのヴィトーリア戦でヨーロッパの大会をデビューした。公式戦17試合に出場し、2得点を決めトップチームでの最初のシーズンを終えた。
2011-12シーズンもアトレティコの中盤の重要なメンバーとして、グレゴリオ・マンサーノとディエゴ・シメオネの下で活躍した。公式戦48試合のうち38試合に出場し、3得点を記録した。
2012-13シーズンにはチームを去ったジエゴの代わりとして主力として活躍。チームはバルセロナ、レアル・マドリードに次ぐ3位に着け、チャンピオンズ・リーグ出場権を得るために重要な役割を果たした。また、シーズン中の2013年3月10日、第27節のレアル・ソシエダ戦、キャリア通算100試合目の出場を果たした。コパ・デル・レイの決勝戦では、サンティアゴ・ベルナベウでレアル・マドリードとのダービー戦で、112分のプレーをし、レアル・マドリードを相手に14年ぶりの勝利を果たし、10回目の優勝を果たした。
2013-14シーズン、夏にはFCバルセロナが獲得を試みたが、このオファーを拒否、9月3日、アトレティコと6年契約を結んだ。その年10月には、4試合での活躍が評価され、10月の月間最優秀選手に選ばれた。その後も活躍を続け、シーズン終了時には自己最高の7ゴール17アシストを記録した。2014年4月9日、UEFAチャンピオンズリーグ、準々決勝のバルセロナ戦でチャンピオンズ・リーグ初ゴールを決めた。これが唯一の得点となり、アトレティコを1974年以来の準決勝進出に導いた。リーグ最終節のバルセロナ戦では90分間プレーをし、18年ぶり10度目の優勝に貢献した。シーズンが終わると、LFPからリーグのベストイレブンに選ばれた。2014年6月25日、アトレティコと新たに5年契約を結んだ。
2015-16シーズンは、11月半ばまでは得点もアシストも無かったが、結局12アシストを記録し、シーズンのアシスト記録更新した。2016年10月23日、セビージャ戦で2枚のイエローカードを受け、キャリア初の退場処分を受けた。 2017年5月24日にはアトレティコと2024年までの7年契約を新たに結んだ。 26歳になってわずか2カ月後の2018年4月1日、デポルティーボ・ラ・コルーニャ戦で361回目の出場を記録し、アトレティコの出場試合数のトップ10入りを果たした。
2018-19シーズンの第20節、ウエスカ戦では先発出場し、1得点1アシストを記録、この試合に出場した結果、史上最速でのクラブ公式戦通算400試合出場を果たした。
2019-20シーズンより、ディエゴ・ゴディンの後を継ぎ、アトレティコのキャプテンを務めることが決まった。2020年11月26日のUEFAチャンピオンズリーグ、ロコモティフ・モスクワ戦に出場し、クラブ史上初めてヨーロッパの大会100試合の出場を果たした。
2021年5月12日、この日のラ・リーガのレアル・ソシエダ戦に先発フル出場したことで、アトレティコでのクラブ公式戦通算500試合出場を達成した。
この2020-21シーズンは、今までのハードワークを売りとするスタイルから、ボールを配給する役割へと姿を変え、リーグ戦37試合に出場してクラブの7シーズンぶり、自身2度目のラ・リーガ制覇に大きく貢献した。
2022年10月1日、ラ・リーガのセビージャFC戦にて、73分までプレーしたことでアデラルドの保持するクラブ公式戦出場553試合を塗り替える554試合出場を達成し、コケはクラブの歴代公式戦最多出場選手となった。

## 代表経歴

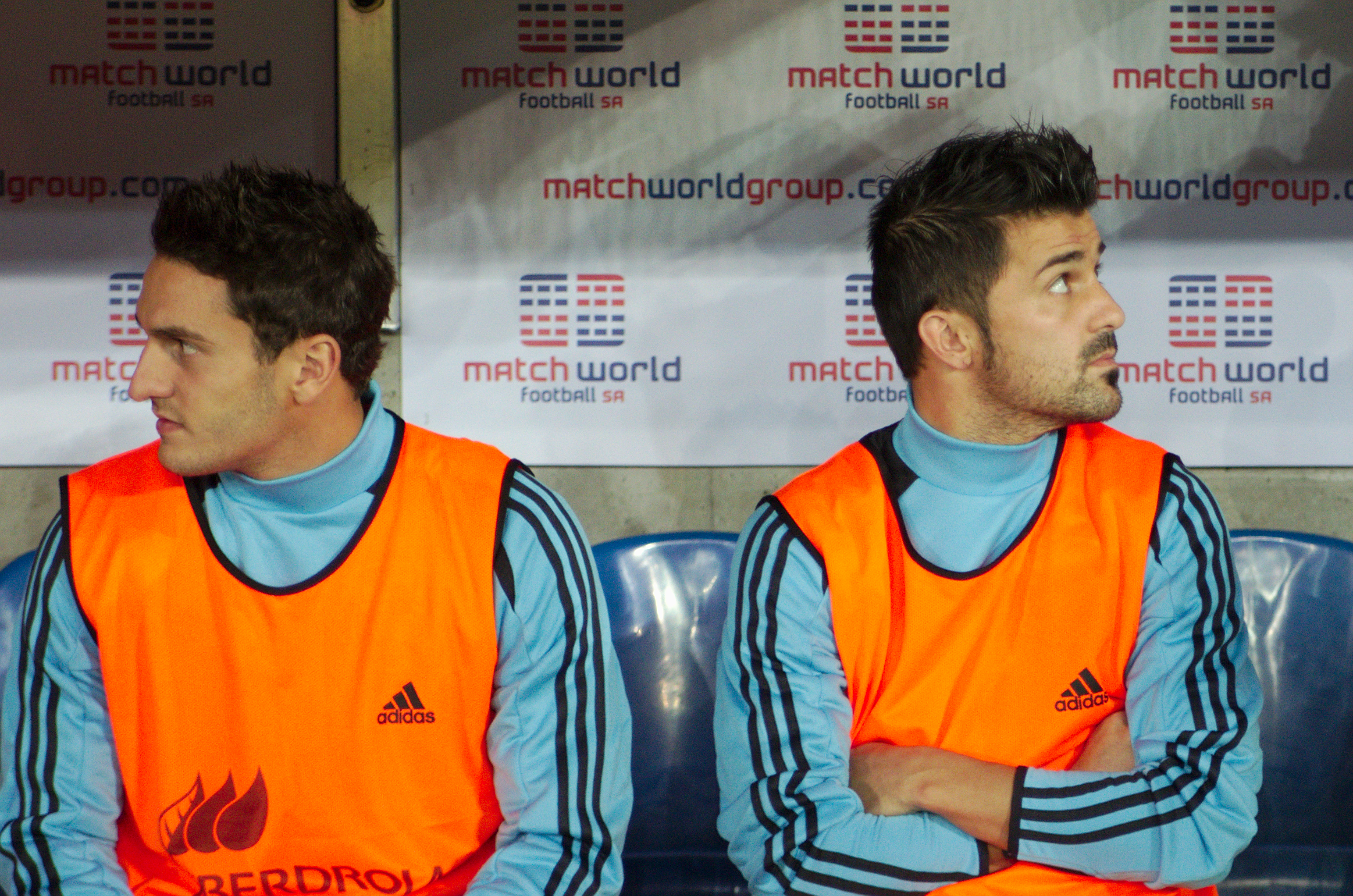
スペイン代表でのコケ（左）とダビド・ビジャ（右）（2013年）

スペイン代表として2011 FIFA U-20ワールドカップ、2012年ロンドンオリンピック、UEFA U-21欧州選手権2013に出場した。また、2009年に出場したFIFA U-17ワールドカップの準決勝ナイジェリア戦では、ハードワークによる脱水症状で熱中症に掛かり、試合中に担架で運び出されるという出来事があった。2013年8月14日、エクアドル代表との親善試合にて最後の12分間プレーをし、A代表デビューを果たした。その年の9月6日には、2014 FIFAワールドカップ予選フィンランド大会で90分間プレーした。2014年FIFAワールドカップのメンバーに選出され、チリ代表戦に途中交代で出場すると、オーストラリア代表戦では先発でプレーした、がグループリーグ敗退となった。2018年FIFAワールドカップにも出場し、決勝トーナメント1回戦ロシア代表戦で先発出場したが、PK戦でペナルティーキックを失敗。スペインは決勝トーナメント1回戦で敗退した。2020年10月11日、オランダ代表戦に2年以上（2018年10月11日）ぶりに代表のピッチに立ち、キャプテンマークを巻いて90分間プレーした。
2021年5月24日、UEFA EURO 2020に臨むスペイン代表に選出された。
2022年11月11日、W杯カタール大会に臨むメンバーの1人に選ばれた。

## プレースタイル
正確なパスと足もとの技術を有するが、球ばなれが良く、左右の中盤でプレーする、運動量豊富で中盤のダイナモ的存在。フリーキックの精度も高く、多くのチャンスを作り、数多くのアシストを記録している。ユーティリティー性が高く、両サイド、セントラル、ピボーテ、トップ下で安定したプレーを見せる。代表では、右サイドバックとしてのプレー経験もある。

## 人物
レアル・マドリードに在籍しているフラン・ガルシアは従兄弟である。

## 個人成績
2023-24シーズン終了時点
| クラブ                    | シーズン     | リーグ       | リーグ戦 | リーグ戦 | コパ・デル・レイ | コパ・デル・レイ | 国際大会 | 国際大会 | その他 | その他 | 合計 | 合計 |
| クラブ                    | シーズン     | リーグ       | 出場     | 得点     | 出場             | 得点             | 出場     | 得点     | 出場   | 得点   | 出場 | 得点 |
| ------------------------- | ------------ | ------------ | -------- | -------- | ---------------- | ---------------- | -------- | -------- | ------ | ------ | ---- | ---- |
| アトレティコ・マドリードB | 2008-09      | セグンダB    | 28       | 3        | -                | -                | -        | -        | -      | -      | 28   | 3    |
| アトレティコ・マドリードB | 2009-10      | セグンダB    | 25       | 2        | -                | -                | -        | -        | -      | -      | 25   | 2    |
| アトレティコ・マドリードB | 2010-11      | セグンダB    | 13       | 2        | -                | -                | -        | -        | -      | -      | 13   | 2    |
| アトレティコ・マドリードB | クラブ通算   | クラブ通算   | 66       | 7        | 0                | 0                | 0        | 0        | 0      | 0      | 66   | 7    |
| アトレティコ・マドリード  | 2009-10      | プリメーラ   | 4        | 0        | 0                | 0                | 0        | 0        | 0      | 0      | 4    | 0    |
| アトレティコ・マドリード  | 2010-11      | プリメーラ   | 17       | 2        | 2                | 0                | 0        | 0        | 0      | 0      | 19   | 2    |
| アトレティコ・マドリード  | 2011-12      | プリメーラ   | 25       | 2        | 2                | 0                | 13       | 0        | 0      | 0      | 40   | 2    |
| アトレティコ・マドリード  | 2012-13      | プリメーラ   | 33       | 3        | 7                | 0                | 7        | 0        | 1      | 0      | 48   | 3    |
| アトレティコ・マドリード  | 2013-14      | プリメーラ   | 36       | 6        | 7                | 0                | 13       | 1        | 2      | 0      | 58   | 7    |
| アトレティコ・マドリード  | 2014-15      | プリメーラ   | 34       | 2        | 4                | 0                | 9        | 2        | 2      | 0      | 49   | 4    |
| アトレティコ・マドリード  | 2015-16      | プリメーラ   | 35       | 5        | 5                | 0                | 11       | 0        | 0      | 0      | 51   | 5    |
| アトレティコ・マドリード  | 2016-17      | プリメーラ   | 36       | 4        | 6                | 1                | 12       | 0        | 0      | 0      | 54   | 5    |
| アトレティコ・マドリード  | 2017-18      | プリメーラ   | 35       | 4        | 3                | 0                | 13       | 2        | 0      | 0      | 51   | 6    |
| アトレティコ・マドリード  | 2018-19      | プリメーラ   | 30       | 3        | 3                | 0                | 7        | 2        | 1      | 1      | 41   | 6    |
| アトレティコ・マドリード  | 2019-20      | プリメーラ   | 32       | 4        | 1                | 1                | 9        | 0        | 0      | 0      | 42   | 5    |
| アトレティコ・マドリード  | 2020-21      | プリメーラ   | 37       | 1        | 0                | 0                | 8        | 0        | 0      | 0      | 45   | 1    |
| アトレティコ・マドリード  | 2021-22      | プリメーラ   | 31       | 1        | 2                | 0                | 9        | 0        | 1      | 0      | 43   | 1    |
| アトレティコ・マドリード  | 2022-23      | プリメーラ   | 33       | 0        | 5                | 0                | 4        | 0        | -      | -      | 42   | 0    |
| アトレティコ・マドリード  | 2023-24      | プリメーラ   | 35       | 0        | 5                | 0                | 9        | 0        | 1      | 0      | 50   | 0    |
| アトレティコ・マドリード  | クラブ通算   | クラブ通算   | 453      | 37       | 51               | 1                | 124      | 7        | 9      | 2      | 637  | 47   |
| キャリア通算              | キャリア通算 | キャリア通算 | 516      | 44       | 51               | 1                | 124      | 7        | 9      | 2      | 703  | 54   |

## 代表歴

### 出場大会
U-20スペイン代表
- 2011年 - FIFA U-20ワールドカップ（ベスト8）

U-21スペイン代表
- 2013年 - UEFA U-21欧州選手権2013（優勝）

U-23スペイン代表
- 2014年 - ロンドンオリンピック（グループリーグ敗退）

スペイン代表
- 2014年 - 2014 FIFAワールドカップ（グループリーグ敗退）
- 2016年 - UEFA EURO 2016（ベスト16）
- 2018年 - 2018 FIFAワールドカップ（ベスト16）
- 2018年 - UEFAネーションズリーグ2018-19
- 2021年 - UEFA EURO 2020 (ベスト4)
- 2022年 - 2022 FIFAワールドカップ（ベスト16）

### 試合数
- 国際Aマッチ 70試合 0得点 (2013年-2022年)[32]

| スペイン代表 | 国際Aマッチ | 国際Aマッチ |
| 年           | 出場        | 得点        |
| ------------ | ----------- | ----------- |
| 2013         | 7           | 0           |
| 2014         | 8           | 0           |
| 2015         | 5           | 0           |
| 2016         | 10          | 0           |
| 2017         | 6           | 0           |
| 2018         | 8           | 0           |
| 2019         | 0           | 0           |
| 2020         | 3           | 0           |
| 2021         | 14          | 0           |
| 2022         | 9           | 0           |
| 通算         | 70          | 0           |

## タイトル

### クラブ
アトレティコ・マドリード
- ラ・リーガ : 2013-14, 2020-21
- コパ・デル・レイ : 2012-13
- スーペルコパ・デ・エスパーニャ : 2014
- UEFAヨーロッパリーグ : 2009-10, 2011-12, 2017-18
- UEFAスーパーカップ : 2010, 2012, 2018

### 代表
U-21スペイン代表
- UEFA U-21欧州選手権 : 2013